# 워싱턴 주립 대학교

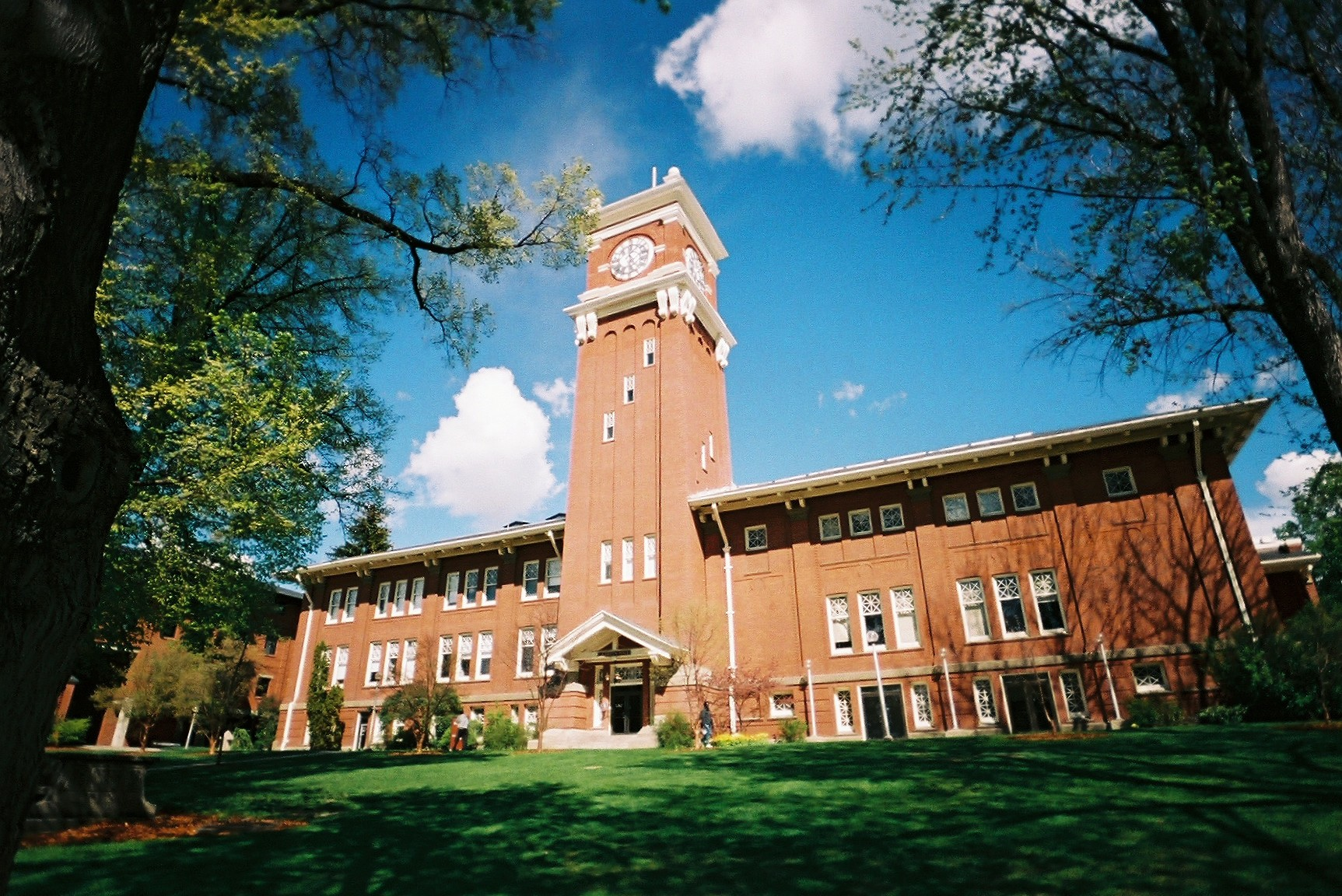
(Byran Hall)

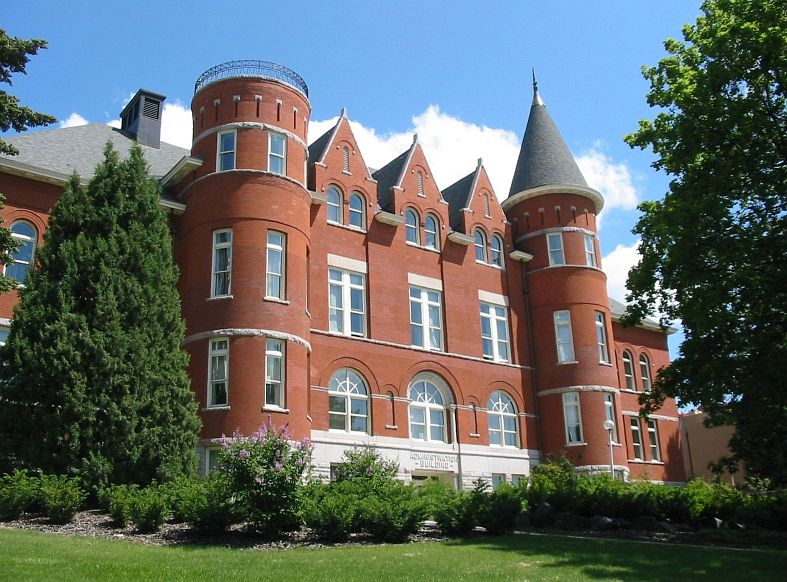
(Thompson Hall)

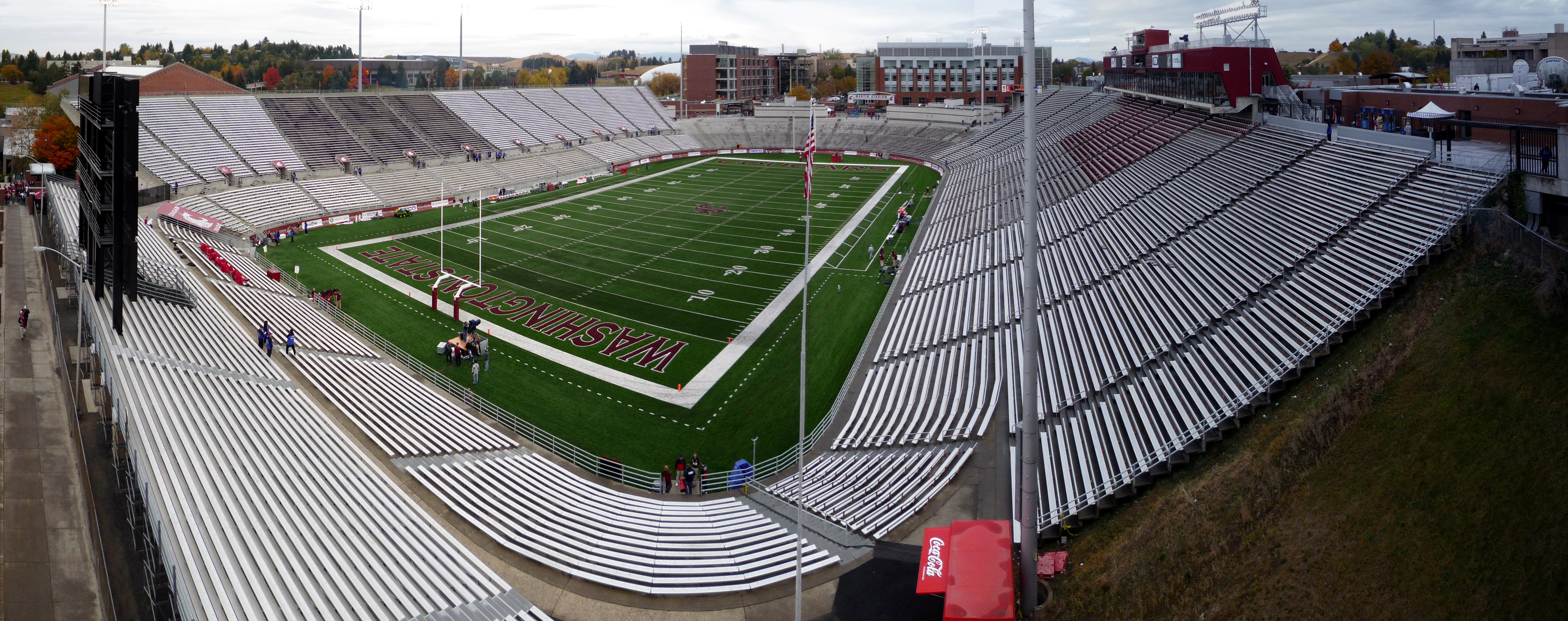
(Martin Stadium)

워싱턴 주립 대학교(Washington State University)는 미국 워싱턴주 풀먼에 위치한 공립 연구 중심 대학교이다. 워싱턴주의 공유지 교부 대학교로서 교육, 연구, 사회 기여를 목표로 하고 있으며, 200가지 이상의 전공이 마련되어 있다. 카네기 재단에서 선정한 "연구 활동 최상위" 등급을 받은 96개의 공립 및 사립 대학 중 하나이며, U.S. News의 대학 순위에서도 상위에 올라있다. 워싱턴주 동부의 팔루스 지역에 있는 풀만 본교 외에 밴쿠버, 스포캔, 트라이시티즈에 분교를 두고 있다. 2015년 현재 전 주에 걸쳐 29,686명의 학생이 재학 중이다. 빌 게이츠와 함께 마이크로소프트를 공동 창립한 폴 앨런이 이 대학 출신이다.

## 역사
워싱턴 주립 대학교는 워싱턴주의 공유지 교부 대학교로 1890년 12월 28일 풀만에 설립되어 1892년 1월 13일에 개교하였다. 설립 당시 학교 이름은 워싱턴 농업 대학 및 과학부(Washington Agricultural College and School of Science)였으나, 1905년 워싱턴 주립 대학(State College of Washington)으로, 1959년 지금의 이름인 워싱턴 주립 대학교(Washinigton State University)로 개명하였다. 공유지 교부 대학교로서 워싱턴주로부터 서북부 태평양 연안의 농업 및 과학 연구용으로 769km2의 땅을 교부받았다.

## 캠퍼스
워싱턴 주립 대학교의 풀만 캠퍼스의 면적은 약 2.5km2로, 팔루스 지역에 있는 워싱턴주와 아이다호주의 경계와 모스코로부터 11km 정도 떨어져 있다. 팔루스 지역은 바람에 날린 흙이 쌓여 생긴 둥글둥글한 언덕이 특징이며, 세계 최고의 곡창 지대 중 하나이다. 주요 작물은 밀, 완두콩, 편두 등이다.